# 六塔镇
六塔镇，是中华人民共和国河南省濮阳市清丰县下辖的一个乡镇级行政单位。

## 歷史沿革
民国时属清丰县南区。1949年后属清丰县第二区（六塔区）。1956年改设六塔乡。1958年成立六塔公社。1964年改称六塔区。1968年复六塔公社。1983年复称六塔乡。2024年12月31日撤乡设镇。

## 行政区划
六塔镇下辖以下地区：
六塔集村、陈村、六塔村、蒋村、柳村、李家坑村、武艺寨村、东留固村、王留固村、左留固村、罗寨村、东观寨村、西观寨村、韩庄村、晁小寨村、郭小寨村、大水坑村、邵家村、西韩家村、谢庄村、胡家寨村、牙头村、后当头村、前当头村、土什方村、后杨楼村、前杨楼村、赵楼村、主堡寨村、任村、三合村、刘村和吉张吴村。